# Tremor Mountain
Tremor Mountain är ett berg i Kanada.   Det ligger i provinsen British Columbia, i den sydvästra delen av landet, 3 500 km väster om huvudstaden Ottawa. Toppen på Tremor Mountain är 2 260 meter över havet.
Terrängen runt Tremor Mountain är huvudsakligen bergig. Trakten runt Tremor Mountain är nära nog obefolkad, med mindre än två invånare per kvadratkilometer.. Närmaste större samhälle är Whistler, 14,0 km nordväst om Tremor Mountain. 
Trakten runt Tremor Mountain är permanent täckt av is och snö.